# Greenidea heterotricha
Greenidea heterotricha är en insektsart. Greenidea heterotricha ingår i släktet Greenidea och familjen långrörsbladlöss. Inga underarter finns listade i Catalogue of Life.